# 동아국악콩쿠르
동아국악콩쿠르는 동아일보에서 주최하는 전국 규모의 국악 경연대회이다. 1985년부터 시작되었고 판소리, 정가, 가야금, 거문고, 피리, 대금, 해금 부문을 학생부와 일반부로 나누어 시상한다. 학생부와는 다르게 일반부에는 작곡 부문도 있으며 한국 전통 무용 부문은 1985년부터 시행되다가 2002년에 동아무용콩쿠르로 이관되었다.

## 수상자

### 대상
- 일반부 종합 최우수상

| 연도   |        | 부문                      | 이름 |
| ------ | ------ | ------------------------- | ---- |
| 1985년 | 대금   | 안성우 (서울대학교)       |      |
| 1986년 | 판소리 | 김명자 (추계예술대학교)   |      |
| 1987년 | 대금   | 박환영 (추계예술대학교)   |      |
| 1988년 | 해금   | 강은일 (한양대학교)       |      |
| 1989년 | 판소리 | 강점례 (전북도립국악원)   |      |
| 1990년 | 해금   | 김정임 (추계예술대학교)   |      |
| 1991년 | 대금   | 전명신 (한양대학교)       |      |
| 1994년 | 판소리 | 유미리 (서울대학교)       |      |
| 1997년 | 피리   | 최명화 (이화여자대학교)   |      |
| 1998년 | 피리   | 이상준 (한양대학교)       |      |
| 2000년 | 거문고 | 서정곤 (한양대학교)       |      |
| 2005년 | 대금   | 이종범 (서울대학교)       |      |
| 2006년 | 가야금 | 송정아 (서울대학교)       |      |
| 2007년 | 대금   | 신명욱 (한양대학교)       |      |
| 2008년 | 판소리 | 최호성 (한국예술종합학교) |      |

### 특상
- 학생부 종합 최우수상

| 연도   |                | 부문                          | 이름                      |
| ------ | -------------- | ----------------------------- | ------------------------- |
| 1986년 | 거문고         | 유영주 (한양대학교)           |                           |
| 1989년 | 가야금         | 전지영 (한양대학교)           |                           |
| 1990년 | 가야금         | 조소현 (서울대학교)           |                           |
| 1991년 | 한국 전통 무용 | 김유경 (국립국악고등학교)     |                           |
| 1992년 | 대금           | 김형선 (서울대학교)           |                           |
| 1993년 | 가야금         | 정유경 (서울대학교)           |                           |
| 1996년 | 대금           | 유홍 (국립국악고등학교)       |                           |
| 1997년 | 거문고         | 서정곤 (국립국악고등학교)     |                           |
| 1998년 | 가야금         | 이은기 (서울국악예술고등학교) |                           |
| 1999년 | 거문고         | 도경태 (국립국악고등학교)     |                           |
| 2001년 | 판소리         | 정은혜 (남원정보국악고등학교) |                           |
| 2002년 | 거문고         | 이정현 (국립국악고등학교)     |                           |
| 2003년 | 거문고         | 이정아 (국립국악고등학교)     |                           |
| 2004년 | 거문고         | 손수인 (국립국악고등학교)     |                           |
| 2006년 | 대금           | 민예슬 (국립국악고등학교)     |                           |
| 2007년 | 거문고         | 김지은 (국립국악고등학교)     |                           |
| 2008년 |                | 해금                          | 황보영 (국립국악고등학교) |

### 일반부
<역대 판소리 일반부 금상 수상자>
- 1회 금상 수상자 없음(은상:왕기철/한양대학교)-한농선,조상현,김경숙,왕기창 판소리 사사

- 2회 김명자(추계예술대학교)-성창순 사사

- 3회 김양숙(한양대학교)-박동진 사사

- 4회 최영란(중앙대학교)-오정숙 사사

- 5회 강점례(전라북도립국악원)

- 6회 금상 수상자 없음(은상:김정민/중앙대학교)-박송희 사사

- 7회 금상 수상자 없음(은상:김명남/전남대학교)-강도근, 박송희, 성창순 사사

- 8회 강경아(단국대학교)-김수연 사사

- 9회 이주은(서울대학교)-신영희 사사

- 10회 유미리(서울대학교)-조상현, 오정숙, 한농선 사사

- 11회 임현빈(서울예술대학교)-성우향, 이난초, 안숙선, 한애순 사사

- 12회 박애리(중앙대학교)-안숙선, 안애란 사사

- 13회 조정희(이화여자대학교)-염금향, 조상현, 안숙선 사사

- 14회 김나영(서울대학교)-성창순 사사

- 15회 남상일(한국예술종합학교)-조소녀, 안숙선 사사

- 16회 김진희(한국예술종합학교)-성우향, 안숙선 사사

- 17회 현미(전북대학교)-안애란, 유영애 사사

- 18회 민은경(중앙대학교)- 성우향, 안애란 사사

- 19회 이봉근(한국예술종합학교)- 김일구, 성창순, 전인삼 사사

- 20회 김봉영(한국예술종합학교)

- 21회 지아름(한국예술종합학교)-유영애 사사

- 22회 김예진(중앙대학교)-이일주, 안숙선 사사

- 23회 권송희(한양대학교)-김수연, 김명자, 정회석, 조주선 사사

- 24회 금상 수상자 없음(공동 은상:조준희/중앙대학교,최건/서울대학교)

- 25회 최건(서울대학교)-안애란, 박송희, 송순섭, 남해성 사사

- 26회 김소진(서울대학교)-윤진철, 송순섭 사사

- 27회 장서윤(서울대학교)-유미리, 정회석 사사

- 28회 유태평양(전북대학교)-조통달 사사

- 29회 김준수(중앙대학교)-박방금,유미리 사사

- 30회 이진우(서울대학교)-안숙선 사사

- 31회 문혜준(한양대학교 대학원)-김수연, 조주선 사사

- 32회 조수황(서울대학교)-신영희 사사

- 33회 최잔디(한국예술종합학교 전문사)-성창순 사사

- 34회 김기진(중앙대학교)-남상일 사사

- 35회 이진솔(한국예술종합학교)

- 36회 고한돌(중앙대학교)-김양숙 사사

- 37회 양혜원(한국예술종합학교)

- 38회 김보림(서울대학교)
- 39회 금상 수상자 없음(공동 은상:박재혁/한국예술종합학교,김경헌/이화여자대학교)
- 40회 김유진(한국예술종합학교)

서울대학교 9회(9,10,14,25,26,27,30,32,38회), 한국예술종합학교 9회(15,16,19,20,21,33,35,37,40회), 중앙대학교 7회(4,12,18,22,29,34,36회), 한양대학교 3회(3,23,31회), 전북대학교 2회(17,28회), 단국대학교 1회(8회), 서울예술대학교 1회(11회), 추계예술대학교 1회(2회), 이화여자대학교 1회(13회).
1,6,7,24,39회는 금상 수상자 없음
1985년 <제1회>
```
본선: 5월 6, 7일 세종문화회관
협찬: 태평양화학
```

부문	입상등급	성명	출신학교	비고
일반	대금	대상	안성우	서울대음대
판소리	은상	왕기철	한양대음대
동상	정회석	서울대음대
정가	동상	우순실	추계예술대
가야금·거문고	금상	김일륜	서울대음대	가야금
은상	오경희	한양대음대	가야금
동상	김치자	추계예술대	거문고
피리·대금·해금	은상	채명심	서울대음대	해금
동상	김경애	경주시립국악원	대금
전통무용	금상	최영순	서울예고
은상	송문숙	이화여대무용과
동상	김희선	부산산업대무용과
1986년 <제2회>
```
본선: 4월 22, 23일 세종문화회관 소강당
협찬: 태평양화학
```

부문	입상등급	성명	출신학교	비고
일반	판소리	대상	김명자	추계예술학교
은상	김차경	서울예술전문대
동상	남궁정애	국악예술고
정가	금상	김병오	한양대음대
은상	이봉려	국악예술고
동상	박종순	이화여대음대
가야금·거문고	금상	민의식	서울대음대	가야금
은상	김치자	추계예술학교	거문고
동상	곽영순	한양대음대	거문고
피리·대금·해금	금상	채조병	서울대음대	대금
은상	황인근	중앙대음대	해금
동상	주정민	한양대음대	해금
전통무용	금상	김진환	세종대무용과
은상	유재희	세종대무용과
동상	김진선	추계예술학교
1987년 <제3회>
```
본선: 5월 21, 22일 세종문화회관 소강당
협찬: 태평양화학
```

부문	입상등급	성명	출신학교	비고
일반	피리·대금·해금	대상	박환영	추계예술학교
판소리	금상	김양숙	한양대음대
은상	남궁정애	서울국악예술고
정가	금상	홍창남	서울대음대
은상	조일하	서울대음대
동상	차명원	추계예술학교
가야금·거문고	금상	오경희	한양대음대	가야금
은상	조은희	경북대음대	거문고
동상	이혜경	서울대음대	거문고
피리·대금·해금	은상	정수년	서울대음대	해금
동상	인영자	서울대음대	해금
전통무용	금상	김진선	추계예술학교
은상	홍웅기	추계예술학교
동상	선경숙	청주사범대
1988년 <제4회>
```
본선: 5월 19, 20일 세종문화회관 소강당
협찬: 태평양화학
```

부문	입상등급	성명	출신학교	비고
일반	피리·대금·해금	대상	강은일	한양대음대	해금
판소리	금상	최영란	중앙대음대
은상	양명희	전주우석대국악과
동상	강점례	전북도립국악원
정가	금상	황숙경	추계예술대
은상	차명원	추계예술대
동상	김선주	한양대음대
가야금·거문고	금상	차금희	경북대예대	가야금
은상	손연주	경북대예대	거문고
동상	허윤정	서울대음대	거문고
피리·대금·해금	은상	오은숙	전남대예대	대금
동상	박승희	서울대음대	피리
전통무용	금상	김지미	숙명여대무용과
은상	손심심	동아대체대
동상	성경숙	청주사범대무용과
1989년 <제5회>
```
본선: 5월 17, 18일 세종문화회관 소강당
협찬: 태평양화학
```

부문	입상등급	성명	출신학교	비고
일반	판소리	대상	강점례	전북도립국악원
은상	왕기석	국립창극단
정가	금상	전진경	추계예술학교
동상	김선주	한양대음대
가야금·거문고	금상	오경자	한양대음대	거문고
은상	허영	서울대음대	거문고
동상	허은숙	이화여대음대	거문고
피리·대금·해금	금상	손춘식	한양대음대	대금
은상	이용구	추계예술학교	대금
전통무용	금상	오승지	숙명여대대학원
은상	최창덕	단국대

1990년 <제6회>
```
본선: 5월 17, 18일 세종문화회관 소강당
협찬: 태평양화학
```

부문	입상등급	성명	출신학교	비고
일반	피리·대금·해금	대상	김정임	추계예술학교	해금
판소리	은상	김정민	중앙대학교
정가	금상	강권순	서울대
은상	김광섭	한양대
가야금·거문고	금상	왕미자	중앙대학교	거문고
은상	주미하	중앙대학교대학원	가야금
동상	천미경	한양대	가야금
피리·대금·해금	은상	정미숙	추계예술학교	대금
동상	나동욱	서울대	대금
전통무용	금상	박덕상	정읍농림고등학교
은상	심효정	숙명여자대
1991년 <제7회>
```
본선: 5월 16, 17일 세종문화회관 소강당
협찬: 태평양화학
```

부문	입상등급	성명	출신학교	비고
일반	피리·대금·해금	대상	전명신	한양대	대금
판소리	은상	김명남	전남대
동상	김연수	이화여자대
정가	금상	강숙현	서울예술전문대
은상	박수영	추계예술대
동상	박덕희	추계예술대
가야금·거문고	금상	이수미	한양대	가야금
은상	이혜경	서울대	거문고
동상	한민택	중앙대	거문고
피리·대금·해금	은상	나동욱	서울대	대금
동상	나영선	한양대	피리
전통무용	은상	김광용	원광대
동상	변지연	부산대
1992년 <제8회>
```
본선: 5월 25, 26일 세종문화회관 소강당
협찬: 태평양화학
```

부문	입상등급	성명	출신학교	비고
일반	판소리	금상	강경아	단국대
은상	허애선	중앙대
동상	도건영	추계예술대
정가	금상	이정화	서울대
은상	곽미선	한양대
동상	박덕희	추계예술대
가야금·거문고	금상	최진	전남대	가야금
은상	윤성혜	추계예술대	거문고
동상	한민택	중앙대	거문고
피리·대금·해금	금상	박영기	추계예술대	피리
은상	박취임	한양대	해금
동상	민영치	서울대	대금
전통무용	은상	강성민	서울예술전문대
1993년 <제9회>
```
본선: 5월 25, 26일 세종문화회관 소강당
협찬: 태평양
```

부문	입상등급	성명	출신학교	비고
일반	판소리	금상	이주은	서울대
은상	조주선	한양대
동상	박은경	중앙대
정가	금상	김미주	이화여자대
은상	고유경	추계예술대
동상	주동섭	추계예술대
가야금·거문고	금상	양미희	추계예술대	가야금
은상	윤선숙	경북대	거문고
동상	조경선	서울대	거문고
피리·대금·해금	금상	원지선	한양대	대금
은상	노연화	중앙대	해금
동상	서은영	한양대	해금
전통무용	동상	하유선	중앙대
1994년 <제10회>
```
본선: 5월 25, 26일 세종문화회관 소강당
협찬: 태평양
```

부문	입상등급	성명	출신학교	비고
일반	판소리	대상	유미리	서울대
은상	채수정	이화여자대
동상	임현빈	서울예술전문대
정가	금상	김지은	이화여자대
은상	홍현수	추계예술대
동상	김미경	경북대
가야금	금상	이정화	한양대
금상	하가영	서울대
동상	송영숙	한양대
거문고	금상	조경선	서울대
은상	권신애	한양대
동상	이현경	중앙대
피리·대금·해금	금상	김형선	서울대	대금
은상	장순혁	한양대	피리
동상	서은영	한양대	해금
전통무용	금상	염현주	상명여자대
은상	김윤아	숙명여자대
동상	이민아	부산여자대
1995년 <제11회>
```
본선: 5월 22~24일 세종문화회관 소강당
협찬: 태평양
```

부문	입상등급	성명	출신학교	비고
일반	판소리	금상	임현빈	서울예술전문대
은상	김명숙	추계예술학교
동상	채원영	전주우석대
정가	금상	안지원	서울대
은상	김정선	단국대
동상	정마리	서울대
가야금	금상	조수현	서울대
은상	권다혜	전남대
동상	박선희	서울대
거문고	금상	유소희	전남대
은상	권은영	부산대
동상	조경희	한양대
피리·대금·해금	금상	이은경	한양대	해금
은상	이장욱	영남대	대금
동상	김지윤	서울대	피리
동상	신주희	이화여자대	대금
전통무용	금상	김기석	충남대
은상	변지연	이화여자대
동상	이경화	부산대
1996년 <제12회>
```
본선: 5월 22~24일 세종문화회관 소강당
협찬: 태평양
```

부문	입상등급	성명	출신학교	비고
일반	판소리	금상	박애리	중앙대
은상	신홍엽	중앙대
동상	채원영	전주우석대
정가	금상	정마리	서울대
은상	최윤주	전주우석대
동상	연희승	한양대
가야금	금상	이수진	서울대
은상	이정자	이화여대대학원
동상	송영숙	한양대
거문고	금상	조경희	한양대
은상	윤은자	한양대
동상	전진아	서울대
피리·대금	금상	신주희	이화여자대	대금
은상	김성진	한양대	피리
동상	강효선	서울대	피리
해금	금상	박지영	한양대
은상	안진성	추계예술대
동상	권미소	서울대
전통무용	은상	조진숙	서울예술전문대

1997년 <제13회>
```
본선: 5월 27~29일 세종문화회관 소강당
협찬: 태평양
```

부문	입상등급	성명	출신학교	비고
일반	피리·대금	대상	최명화	이화여자대	피리
판소리	금상	조정희	이화여자대
은상	차복순	전북대
동상	왕해경	한양대
정가	금상	이아미	서울국립대
은상	한명희	추계예술대
은상	우희자	경북대
가야금	금상	최인영	서울대
은상	신미란	이화여자대
동상	정혜심	단국대
거문고	금상	천재현	서울대
은상	이수진	한양대
동상	신주희	이화여자대
피리·대금	은상	박장원	한양대	대금
동상	고우석	추계예술대	피리
해금	금상	사주현	서울대
은상	고수영	서울대
동상	송미란	추계예술대
동상	권미소	서울대
전통무용	금상	손혜영	청주대학원
은상	김윤선	부산여자대
동상	백경우	계명대
1998년 <제14회>
```
본선: 5월 25~27일 세종문화회관 소강당
협찬: 태평양
```

부문	입상등급	성명	출신학교	비고
일반	피리·대금	대상	이상준	한양대	피리
판소리	금상	김나영	서울대
은상	이연정	우석대
동상	이선희	이화여자대
정가	금상	연희승	한양대
은상	이강삼	원광대
은상	이유경	서울대
가야금	금상	김효정	서울대
은상	유지영	서울대
동상	임은정	서울대
거문고	금상	곽은혜	이화여자대
은상	박찬윤	서울대
은상	정누리	서울대
피리·대금	은상	고우석	추계예술대	피리
동상	윤형욱	한국예술종합학교	피리
해금	금상	노은아	서울대
은상	조주희	한양대
동상	전은혜	서울대
전통무용	은상	백경우	용인대
동상	이현희	서울예술전문대
1999년 <제15회>
```
본선: 5월 24~26일 세종문화회관 소강당
협찬: 코오롱
```

부문	입상등급	성명	출신학교	비고
일반	판소리	금상	남상일	한국예술종합학교
은상	이선희	이화여자대
동상	원진주	이화여자대
정가	금상	김나리	서울대
은상	송영빈	단국대
동상
가야금	금상	이지혜	이화여자대
은상	최보라	한양대
동상	기숙희	이화여자대
거문고	금상	허익수	서울대
은상	최은아	한양대
은상	김준영	서울대
피리·대금	금상	이영섭	추계예술대	대금
은상	유홍	서울대	대금
동상	이종관	한양대	피리
해금	금상	김미영	한양대
은상	이보라	서울대
동상	정은주	이화여자대학원
전통무용	금상	윤호정	한국예술종합학교
은상	김선희	청주대
동상	금보란	한국예술종합학교
동상	서은미	청주대
2000년 <제16회>
```
본선: 5월 22~24일 세종문화회관 소강당
협찬: 한국통신
```

부문	입상등급	성명	출신학교	비고
일반	거문고	대상	서정곤	한양대
판소리	금상	김진희	한국예술종합학교
은상	원진수	이화여자대
동상	정경화	서울대
정가	금상	이유경	서울대
은상	노정은	이화여자대
동상	조민상	한국예술종합학교
가야금	금상	서은영	한국예술종합학교
은상	이슬기	서울대
동상	박세연	서울대
거문고	은상	주윤정	한양대
동상	김민아	이화여자대
피리·대금	금상	김정수	서울대	대금
은상	고경록	한국예술종합학교	대금
동상	곽재혁	한국예술종합학교	피리
해금	금상	이소라	서울대
은상	김준희	중앙대
동상	김용선	한양대
전통무용	은상	서지민	청주대
동상	박성호	원광대
2001년 <제17회>
```
본선: 5월 22~24일 세종문화회관 소강당
협찬: 동아꿈나무재단
```

부문	입상등급	성명	출신학교	비고
일반	판소리	금상	현미	전북대
은상	서정민	한국예술종합학교
동상	정경화	서울대
정가	금상	양정원	한양대
은상	조민상	한국예술종합학교
동상	윤미애	원광대
가야금	금상	김유진	서울대
금상	심재훈	국립국악고
동상	박경소	한국예술종합학교
거문고	금상	주은혜	한양대
은상	김현정	이화여대대학원
동상	허소희	이화여대
피리·대금	금상	배병민	영남대	대금
은상	홍세진	추계예술대	대금
동상	윤석만	한국예술종합학교	대금
해금	금상	이승희	서울대
은상	남미선	한국예술종합학교
동상	김현희	서울대
동상	한갑수	한국예술종합학교
전통무용	은상	김혜진	서울예대
동상	강영아	중앙대대학원
2002년 <제18회>
```
본선: 6월 13~15일 세종문화회관 소강당
협찬: 동아꿈나무재단
```

부문	입상등급	성명	출신학교	비고
일반	판소리	금상	민은경	중앙대
은상	신새봄	중앙대
동상	김대일	전북대
정가	금상	윤미애	원광대
은상	이선경	이화여자대
동상	김재락	경북대
가야금	금상	이승아	서울대
은상	김형섭	서울대
동상	한래숙	서울대
동상	심상욱	서울대
거문고	금상	도경태	한양대
은상	한나리	서울대
동상	김다정	한국예술종합학교
동상	손수연	서울대
피리	금상	진윤경	한국예술종합학교
은상	김철	서울대
은상	안은경	한국예술종합학교
대금	금상	이아람	한국예술종합학교
은상	윤석만	한국예술종합학교
동상	이명훈	한양대
해금	금상	김보미	한국예술종합학교
은상	이꽃별	한국예술종합학교
동상	한갑수	한국예술종합학교
동상	문선경	서울대
2003년 <제19회>
```
본선: 6월 23~25일 세종문화회관 소강당
협찬: ㈜롯데칠성음료
```

부문	입상등급	성명	출신학교	비고
일반	작곡	금상	조용욱	한국예술종합학교
은상	허원태	서울대
동상	최정인	한국예술종합학교
판소리	금상	이봉근	한국예술종합학교
은상	김대일	전북대
동상	정은혜	서울대
정가	금상	김희성	한국예술종합학교
은상	김혜경	서울대
동상	박주영	목원대
가야금	금상	김현승	서울대
은상	심상욱	서울대
동상	김민지	추계예대
거문고	금상	고보석	서울대
은상	손수연	서울대
은상	유미영	한국예술종합학교
피리	금상	김성준	예술종합학교
은상	성시영	예술종합학교
동상	정종임	한양대
대금	금상	이명훈	한양대
은상	이필기	서울대
동상	오병옥	추계예대
해금	금상	정현화	한양대
은상	박연지	서울대
동상	김예진	한국예술종합학교
2004년 <제20회>
```
본선: 6월 23~25일 세종문화회관 소강당
협찬: 롯데백화점, 후원: 국립민속박물관 동아꿈나무재단
```

부문	입상등급	성명	출신학교	비고
일반	작곡	금상	조훈	서울대
동상	김기범	한국예술종합학교
판소리	금상	김봉영	한국예술종합학교
은상	김문희	추계예술대
동상	이광복	중앙대
정가	금상	민수민	국악고
금상	남윤덕	한양대
동상	박주영	중앙대대학원
가야금	금상	추정현	전남대
은상	김현채	서울대
동상	하세라	국립한국예술종합학교
거문고	은상	이다경	국립한국예술종합학교
동상	구연모	이화여자대
피리	금상	김태경	한국예술종합학교
은상	김지현	한국예술종합학교
동상	이종무	한국예술종합학교
동상	박소진	서울대
대금	금상	류근화	한국예술종합학교
은상	이주항	이화여자대
동상	오병옥	추계예술대
해금	금상	신현석	한국예술종합학교
은상	김예진	한국예술종합학교
동상	천지윤	한국예술종합학교
2005년 <제21회>
```
본선: 6월 27~29일 세종문화회관 소강당
협찬: 롯데호텔, 후원: 국립민속박물관 동아꿈나무재단
```

부문	입상등급	성명	출신학교	비고
일반	대금	대상	이종범	서울대
작곡	금상	신윤수	서울대
은상	박한규	한국예술종합학교
동상	박경훈	한양대
동상	김기범	한국예술종합학교
판소리	금상	지아름	한국예술종합학교
은상	김계영	한국예술종합학교
동상	정은혜	서울대
정가	금상	박진희	추계예술대
은상	김영근	수원대
동상	한대식	중앙대
가야금	금상	성보나	한양대
은상	황선영	서울대
동상	마예지	한국예술종합학교
거문고	금상	전현준	한양대
은상	문성아	한국예술종합학교
동상	박유림	한양대
피리	금상	이종무	한국예술종합학교
은상	고효상	서울대
은상	이윤아	중앙대
대금	은상	손지연	영남대
동상	허유진	추계예술대
해금	금상	김용하	한국예술종합학교
은상	김유나	한국예술종합학교
동상	천지윤	한국예술종합학교
2006년 <제22회>
```
본선: 6월 26~28일 세종문화회관 소강당
협찬: 롯데카드, 후원: 국립민속박물관 동아꿈나무재단
```

부문	입상등급	성명	출신학교	비고
일반	가야금	대상	송정아	서울대
작곡	은상	신동청	서울대학교대학원
동상	김상욱	한국예술종합대학교
판소리	금상	김예진	중앙대
은상	정주희	서울대
동상	권아신	한국예술종합대학교
정가	금상	김영근	수원대
은상	한대식	중앙대
동상	김선경	한양대
가야금	은상	이진수	한국예술종합대학교
동상	하영수	국립국악고
거문고	금상	이희복	한양대
은상	손지은	한양대
동상	이정아	서울대
피리	금상	이광호	한국예술종합대학교
은상	고효상	서울대
은상	안형모	한국예술종합대학교
대금	금상	허유진	추계예술대
은상	이승엽	한양대
동상	이승철	서울대
해금	금상	김유나	한국예술종합대학교
은상	김기완	한국예술종합대학교
동상	소명진	한양대
동상	한안나	이화여자대학원
학생	대금	특상	민예슬	국립국악고
2007년 <제23회>
```
본선: 6월 26~28일 세종체임버홀
협찬: 롯데카드, 후원: 국립민속박물관 동아꿈나무재단
```

부문	입상등급	성명	출신학교	비고
일반	대금	대상	신명욱	한양대
작곡	금상	송정	한국예술종합학교
은상	최덕렬	한국예술종합학교
동상	신동청	서울대학원
판소리	금상	권송희	한양대
은상	백현호	한국예술종합학교
동상	신정혜	이화여자대
정가	금상	채주병	용인대
은상	한대식	중앙대
동상	이희재	부산대
가야금	금상	윤도희	서울대
은상	이진수	한국예술종합학교
동상	원 먼동마루	한국예술종합학교
거문고	금상	김준하	한양대
은상	전우석	한국예술종합학교
은상	이정아	서울대
피리	금상	민지홍	한국예술종합학교
은상	배승빈	한국예술종합학교
동상	송민섭	서울대
대금	은상	이승철	서울대
동상	조형석	한국예술종합학교
해금	금상	박솔지	한국예술종합학교
은상	김기완	한국예술종합학교
동상	소명진	한양대
2008년 <제24회>
```
본선: 6월 24~27일 세종체임버홀
협찬: 롯데호텔, 후원: 동아꿈나무재단 국립민속박물관
```

부문	입상등급	성명	출신학교	비고
일반	판소리	대상	최호성	한국예술종합학교 3년
작곡	은상	최덕렬	한국예술종합학교 3년
동상	우현주	한국예술종합학교 2년
판소리	은상	조준희	중앙대 4년
최건	서울대 3년
정가	금상	이희재	부산대 졸
은상	장보람	한양대 2년
동상	이동영	중앙대 2년
가야금	금상	김혜빈	한양대 2년
이진수	한국예술종합학교 전문사
동상	원먼동마루	한국예술종합학교 2년
이화영	서울대 4년
거문고	금상	이재하	한양대 3년
은상	박민지	한양대 3년
동상	김윤민	서울대 4년
이정석	한국예술종합학교 전문사
피리	금상	배승빈	한국예술종합학교 2년
은상	박진형	서울대 3년
동상	송민섭	서울대 4년
대금	금상	조형석	한국예술종합학교 3년
은상	김현수	서울대 대학원
동상	유경은	서울대 3년
해금	금상	김준희	한양대 3년
은상	이유경	한양대 3년
동상	정은별	한국예술종합학교 3년
2009년 <제25회>
```
본선: 6월 21~23일 서울 남산국악당
협찬: 롯데호텔, 후원: 동아꿈나무재단 국립민속박물관
```

부문	입상등급	성명	출신학교	비고
일반	작곡	금상	최덕렬	한국예술종합학교 4년
은상	석예리	서울대 3년
동상	조든든	한국예술종합학교 1년
판소리	금상	최건	서울대 3년
은상	김소진	서울대 3년
동상	고소라	중앙대 3년
정가	금상	장보람	한양대 3년
은상	이동영	중앙대 3년
동상	안정아	서울대 2년
김경하	한양대 2년
가야금	금상	김수진	한양대 3년
은상	이화영	서울대학원 재학
동상	박미현	한국예술종합학교 2년
거문고	금상	박민지	한양대 4년
은상	이정석	한국예술종합학교 전문사 재학
김윤민	서울대 4년
피리	금상	박계전	한국예술종합학교 전문사 재
은상	김인기	한국예술종합학교 2년
동상	김시율	한양대 졸
대금	금상	이오훈	한양대 졸
은상	문아영	한양대 3년
동상	김대곤	서울대 3년
해금	금상	이유경	한양대 4년
은상	정은별	한국예술종합학교 4년
동상	김기완	한국예술종합학교 졸
2010년 <제26회>
```
본선: 6월 20~22일 서울 남산국악당
협찬: 롯데호텔, 후원: 동아꿈나무재단
```

부문	입상등급	성명	출신학교	비고
일반	작곡	금상	이의영	한국예술종합학교 전문사 재학
동상	윤준호	영남대학교 3년
판소리	금상	김소진	서울대학교 4년
은상	전태원	중앙대학교 2년
동상	김희재	한양대학교 2년
정가	금상	이동영	중앙대학교 4년
은상	이아름	서울대학교 졸
이현아	중앙대학교 4년
가야금	금상	손정화	한양대학원 재학
은상	공유림	서울대학교 4년
동상	원먼동마루	한국예술종합학교 4년
박미현	한국예술종합학교 3년
거문고	금상	이정석	한국예술종합학교 전문사 재학
황진아	이화여자대학교 4년
동상	박슬기	한양대학교 4년
박민주	이화여자대학교 3년
피리	금상	이민하	한양대학교 3년
은상	김인기	한국예술종합학교 3년
동상	김시율	한양대학원 재학
박진형	서울대학교 4년
대금	금상	문아영	한양대학교 4년
은상	김대곤	서울대학교 4년
동상	안건용	서울대학교 3년
해금	금상	고요한	한양대학교 4년
은상	정겨운	서울대학교 4년
동상	박혜원	한국예술종합학교 2년
2011년 <제27회>
```
본선: 6월 24~26일 서울 남산국악당
협찬: 롯데호텔, 후원: 국립국악원, 동아꿈나무재단
```

부문	입상등급	성명	출신학교	비고
일반	작곡	금상	김보현	서울대학교 대학원 졸업
은상	김현섭	한국예술종합학교 2년
동상	이요섭	한국예술종합학교 4년
판소리	금상	장서윤	서울대학교 2년
은상	최용석	중앙대학교 3년
동상	심소라	한국예술종합학교 3년
정가	금상	이건형	한국예술종합학교 4년
은상	김희영	서울대학교 3년
동상	백수영	이화여자대학교 1년
가야금	금상	김자은	서울대학교 3년
은상	공유림	서울대학교 졸업
동상	송미정	한국예술종합학교 2년
거문고	금상	조혜리	한국예술종합학교 3년
이선화	서울대학교 대학원
동상	박다울	서울대학교 1년
피리	금상	김시율	한양대학교 대학원 재학
은상	박경민	한양대학교 졸업
동상	이동현	한국예술종합학교 1년
대금	금상	박명규	서울대학교 2년
은상	김성현	한국예술종합학교 4년
동상	최인경	한국예술종합학교 2년
해금	금상	문새한별	한국예술종합학교 2년
은상	조한결	한양대학교 4년
동상	김희수	한국예술종합학교 4년
2012년 <제28회>
일반	작곡	금상	강주리	중앙대학교 졸업
은상	강솔잎	이화여자대학교 4년
동상	김린아	한국예술종합학교 졸업
판소리	금상	유태평양	전북대학교 2년
은상	김준수	중앙대학교 3년
동상	전태원	중앙대학교 4년
정가	금상	김대윤	서울대학교 1년
은상	김명준	중앙대학교 졸업
동상	김윤지	한양대학교 졸업
가야금	금상	이지예	한양대학교 대학원
은상	김성진	추계예술대학교 졸업
동상	이정민	한국예술종합학교 4년
김철진	서울대학교 2년
거문고	금상	박다울	서울대학교 2년
은상	배현희	이화여자대학교 3년
동상	김민주	한국예술종합학교 3년
피리	금상	김인기	한국예술종합학교 전문사
은상	김성훈	한양대학교 졸업
동상	박진형	서울대학교 대학원
안지용	한국예술종합학교 3년
대금	금상	안건용	서울대학교 졸업
은상	김성현	한국예술종합학교 전문사
동상	변상엽	한국예술종합학교 3년
해금	금상	박훈정	서울대학교 3년
은상	이강산	한국예술종합학교 2년
동상	김승태	한국예술종합학교 3년
아쟁	금상	이영호	한국예술종합학교 4년
은상	김용성	서울대학교 2년
동상	김승철	한국예술종합학교 졸업
2013년 <제29회>
일반	해금	금상	김승태	한국예술종합학교 4년
은상	김윤진	한양대학교 3년
동상	정연주	서울대학교 대학원 졸업
작곡	금상	최균	한국예술종합학교 3년
은상	김현섭	한국예술종합학교 4년
은상	최지민	서울대학교 졸업
가야금	금상	김철진	서울대학교 3년
은상	김성진	추계예술대학교 졸업
동상	추현탁	서울대학교 2년
거문고	금상	김한솔	서울대학교 4년
은상	엄세형	서울대학교 졸업
동상	신진수	한양대학교 4년
판소리	금상	김준수	중앙대학교 4년
은상	박현영	전북대학교 4년
동상	이진우	서울대학교 3년
정가	금상	조의선	한국예술종합학교 1년
은상	김명준	중앙대학교 졸업
동상	강선영	진선여자고등학교 졸업
대금	금상	변상엽	한국예술종합학교 4년
은상	김성현	한국예술종합학교 전문사
동상	양수연	한국예술종합학교 3년
피리	금상	최광일	한국예술종합학교 전문사
은상	박진형	서울대학교 대학원
동상	이찬우	한국예술종합학교 4년
안지용	한국예술종합학교 4년
가야금병창-민요	금상	왕희림	한양대학교 3년
은상	김미성	중앙대학교 대학원
동상	전병훈	한국예술종합학교 1년
2014년 <제30회>
일반	작곡	금상	송준영	한국예술종합학교 4년
은상	김영상	서울대학교 3년
동상	서지원	한국예술종합학교 3년
판소리	금상	이진우	서울대학교 4년
은상	안민영	한국예술종합학교 3년
동상	김선	한국예술종합학교 4년
정가	금상	유기범	한양대학교 대학원
은상	김윤지	한양대학교 대학원
가야금	금상	박다솜	서울대학교 4년
은상	김세영	서울대학교 3년
동상	김성진	서울대학교 대학원
거문고	금상	류관우	서울대학교 4년
은상	문숙	서울대학교 1년
동상	박수지	한국예술종합학교 4년
피리	금상	안지용	한국예술종합학교 4년
은상	권도윤	한국예술종합학교 전문사
동상	김성훈	한양대학교 대학원
대금	금상	한창희	한양대학교 대학원
은상	배근우	한양대학교 4년
동상	강성우	한국예술종합학교 전문사
홍성철	중앙대학교 1년
해금	금상	이강산	한국예술종합학교 4년
은상	조한결	한양대학교 대학원
은상	박소영	서울대학교 2년
아쟁	금상	이종헌	한국예술종합학교 4년
은상	김재훈	서울대학교 4년
2015년 <제31회>
일반	작곡	금상	서지원	한국예술종합학교 4년
은상	박찬경	한국예술종합학교 3년
동상	김상진	한국예술종합학교 1년
판소리	금상	문혜준	한양대학교 대학원
은상	강나현	중앙대학교 3년
동상	조은아	중앙대학교 대학원
정가	금상	장명서	서울대학교 3년
은상	김승란	한양대학교 1년
가야금	금상	추현탁	서울대학교 4년
은상	정유정	한양대학교 4년
동상	이승호	중앙대학교 1년
거문고	금상	박수지	한국예술종합학교 졸업
은상	공영은	한국예술종합학교 4년
동상	문현진	서울대학교 3년
피리	금상	김성훈	한양대학교 졸업
은상	김민경	한국예술종합학교 4년
동상	이동현	한국예술종합학교 전문사
대금	금상	김철진	한국예술종합학교 4년
은상	김면수	한국예술종합학교 3년
동상	박병재	서울대학교 2년
해금	금상	임선희	한양대학교 1년
은상	한다혜	한양대학교 대학원
동상	김우정	한양대학교 3년
조은혜	한국예술종합학교 2년
가야금병창·민요	금상	지유정	한국예술종합학교 전문사
은상	전병훈	한국예술종합학교 3년
동상	윤세라	한양대학교 2년

### 학생부
[역대 판소리 학생부 금상 수상자]
- 1회 윤진철(전남대학교)

- 2회 오현숙(한양대학교)

- 3회 박미애(이화여자대학교)

- 4회 유미리(국립국악고등학교)

- 5회 김세미(우석대학교)

- 6회 박선미(중앙대학교)

- 7회 조성은(광주예술고등학교)

- 8회 이주은(서울대학교)

- 9회 오민아(중앙대학교)

- 10회 장문희(전주원주고등학교)

- 11회 이선희(서울국악예술고등학교)

- 12회 남상일(전주예술고등학교)

- 13회 김진희(서울국악예술고등학교)

- 14회 김자영(전주예술고등학교)

- 15회 이상화(광주예술고등학교)

- 16회 민은경(서울국악예술고등학교)

- 17회 금상 수상자 없음.

- 18회 정주희(국립국악고등학교)

- 19회 오혜원(국립국악고등학교)

- 20회 최건(전남예술고등학교)

- 21회 최호성(서울국악예술고등학교)

- 22회 김소진(광주예술고등학교)

- 23회 왕윤정(혜원여자고등학교)

- 24회 장서윤(국립국악고등학교)

- 25회 박초혜(국립국악고등학교)

- 26회 고준석(전남예술고등학교)

- 27회 이승민(국립전통예술고등학교)

- 28회 박수범(전주예술고등학교)

- 29회 이성현(국립국악고등학교)

- 30회 조수황(국립국악고등학교)

- 31회 지명인(국립국악고등학교)

- 32회 유창선(남원국악예술고등학교)

- 33회 박정수(국립국악고등학교)

- 34회 김소원(국립국악고등학교)

- 35회 박서희(광주예술고등학교)

- 36회 김희정(국립전통예술고등학교)

- 37회 박주연(전통문화고등학교)

- 38회 박지민(국립국악고등학교)
- 39회 김한별(국립전통예술고등학교)
- 40회 금상 수상자 없음.

국립국악고등학교 11회(4,18,19,24,25,29,30,31,33,34,38회), 국립전통예술고등학교 7회(11,13,16,21,27,36,39회), 광주예술고등학교 4회(7,15,22,35회), 전주예술고등학교 3회(12,14,28회), 전남예술고등학교 2회 (20,26회), 남원국악예술고등학교 1회(32회), 전통문화고등학교 1회(37회), 전주 원주고등학교 1회(10회) 등